# Ochthebius fausti
Ochthebius fausti är en skalbaggsart som beskrevs av Sharp 1887. Ochthebius fausti ingår i släktet Ochthebius och familjen vattenbrynsbaggar. Inga underarter finns listade i Catalogue of Life.